# Giovanni da Cascia
Giovanni da Cascia, także Giovanni da Firenze lub Johannes de Florentia – włoski kompozytor działający w 1. połowie XIV wieku.

## Życiorys
Przypuszczalnie pochodził z Cascii. Informacje na temat jego życia i kariery artystycznej są szczątkowe. Był organistą i być może kierownikiem chóru w katderze Santa Maria del Fiore we Florencji. Według relacji Filippo Villaniego w latach około 1329–1351 przebywał w Weronie na dworze Mastino II della Scala. Później przypuszczalnie działał na dworze Viscontich w Mediolanie.

## Twórczość
Należał do czołowych twórców świeckiej muzyki wokalnej epoki trecenta. W rękopisach zachowało się szesnaście skomponowanych przez niego 2-głosowych madrygałów oraz trzy 3-głosowe caccie.
Swoją działalnością przyczynił się do rozwoju włoskiego madrygału. Stosował rozległe melizmaty w pierwszej i ostatniej sylabie wersu, niekiedy krótkie imitacje między obydwoma głosami oraz jednoczesną deklamację poszczególnych sylab tekstu w obydwu głosach. W cacciach stosował kanon w głosach górnych, z towarzyszącym im beztekstowym tenorem.